# Конвенто Падри Пасионисти (Гросето)
Конвенто Падри Пасионисти је насеље у Италији у округу Гросето, региону Тоскана.
Према процени из 2011. у насељу је живело 11 становника. Насеље се налази на надморској висини од 273 м.